# Гёкырмак
Гёкырма́к (Гёк-Ирмак, тур. Gökırmak от ırmak (ырмак) — река, также Гёк-су) — река в Турции, в Пафлагонии, левый приток реки Кызылырмак. Берёт исток при слиянии рек Дадай и Карасу у деревни Бюккёй. Течёт на восток, у города Ташкёпрю поворачивает на северо-восток. У деревни Гёкчеагач поворачивает на юго-восток, течёт восточнее города Боябат, через Дураган и впадает в Кызылырмак.
В древности называлась Амний (Амнейон, др.-греч. Αμνίας). В битве в 89 году до н. э. на равнине у реки Амний в ходе Первой Митридатовой войны военачальники Митридата одержали победу над Никомедом. Никомеду с немногими спутниками удалось спастись бегством в Вифинию. У реки Амний Помпей основал город, получивший его имя — Помпейополь (др.-греч. Πομπηιούπολις).